# 哥廷根
哥廷根（德語：Göttingen，發音：[ˈɡœtɪŋən] ⓘ；又译格丁根、格廷根）是德国下萨克森州哥廷根县的城市，也是哥廷根县的县治，位于莱讷河畔，面积116.93平方千米，2023年12月31日人口为120,261人。哥廷根是一座传统大学城，以哥廷根大学等教育和科研机构而著称。约有20%的人口是学生。
哥廷根曾為漢薩同盟成員之一，其首次受邀參加漢薩同盟會議可追溯至1351年，不過它與漢薩同盟的關係一直很疏遠。其直到1426年才成為同盟的付費會員，並於1572年最終退出漢薩同盟。
1964年之前，哥廷根曾是一座非县辖城市，之后并入哥廷根县。

## 地名
“哥廷根”（Göttingen）的起源於一個名叫“古廷吉”（Gutingi）的村莊，該村莊最早记载于公元953年的一份文献中。這座城市建於該村莊的西北部，建於公元1150年至1200年之間，並因此得名。

## 地理
哥廷根位於漢諾威-布倫瑞克-哥廷根-沃爾夫斯堡大都市區的南部。附近的大城市有卡塞爾（西南約38千米处）、希爾德斯海姆（北約70千米处）、不倫瑞克（東北約92千米处）、埃爾福特（東南約98千米处）、漢諾威（北約105千米处）和帕德博恩（西北偏西約120千米处）。

## 国际关系

### 姐妹城市
- 英国 切爾滕納姆（1951年）
- 波蘭 托伦（1978年）
- 法國 波城（1983年）
- 德国 路德城维滕贝格（1988年）

### 伙伴城市
- 尼加拉瓜 中拉巴斯（1989年）
- 中华人民共和国 南京市 栖霞区（2010年）
- 乌克兰 奧赫特爾卡（2023年）